# James Dixon Williams
Pour les articles homonymes, voir James Williams (homonymie) et Williams.
James Dixon Williams, né le 27 février 1877 à Ceredo, Virginie-Occidentale et mort le 28 août 1934 à New York, est un des pionniers de l'industrie du cinéma puisqu'il est l'un des premiers producteurs de l'histoire du cinéma américain.

## Biographie
James Dixon Williams est né à Ceredo, une ville des plus sensibles de la Virgine-occidentale. Ses parents sont Harriett et O. H. Williams. Il travaille dans un cinéma où il vend les tickets et plus tard il joue la musique des films muets, comme c'est l'usage à l'époque, sur l'orgue de la salle de cinéma. Puis il parcourt les États-Unis comme showman cinématographique entre 1897 et 1908. Il va notamment à Spokane, Seattle et Vancouver. Il s'installe en Australie en 1910 et il ouvre le Luna Park à Melbourne en 1912. Le divertissement sous forme de spectacle est la principale attraction avec entre autres des artistes funambules, des acrobates sur cycles et monocyclistes. Il épouse Ethel Hope en 1916.
James Dixon Williams fait ses débuts chez First National Pictures en 1917 en même temps que Thomas L. Tally. Il signe un contrat d'un million de dollars avec Charles Chaplin pour produire huit films, il s'agit alors du plus gros contrat de cinéma,.
Il meurt à l'hôpital de Manhattan en 1934.